# Graniczna Placówka Kontrolna Kuźnica
Graniczna Placówka Kontrolna Kuźnica – zlikwidowany pododdział Wojsk Ochrony Pogranicza wykonujący kontrolę graniczną osób, towarów i środków transportu bezpośrednio w przejściu granicznym na granicy ze Związkiem Radzieckim.
Graniczna Placówka Kontrolna Straży Granicznej w Kuźnicy – zlikwidowana graniczna jednostka organizacyjna Straży Granicznej wykonująca kontrolę graniczną osób, towarów i środków transportu bezpośrednio w przejściach granicznych na granicy z Republiką Białoruską.

## Formowanie i zmiany organizacyjne
W październiku 1945 Naczelny Dowódca WP nakazywał sformować na granicy 51 przejściowych punktów kontrolnych.
W 1945 został utworzony Kolejowy Przejściowy Punkt Kontrolny I kategorii o etacie nr 8/10 . Nosił numer 20. Obsada PPK składała się z 33 żołnierzy i 3 pracowników cywilnych. 1 kwietnia 1948 przemianowano pododdział na Graniczną Placówkę Kontrolną Ochrony Pogranicza nr 28 Kuźnica (28 GPK OP Kuźnica) i funkcjonowała w strukturach 11 Brygady OP. 
Od 1950 w ramach 22 Brygady WOP, a potem 22 Białostockiego Oddziału WOP.
Graniczna Placówka Kontrolna Kuźnica została utworzona w 1953 w Chreptowcach. Rozkazem organizacyjnym z 16 czerwca 1956 dowódca Wojsk Wewnętrznych zarządził reorganizację Wojsk Ochrony Pogranicza. Na mocy niniejszego rozkazu rozwiązano 22 Brygadę Wojsk Ochrony Pogranicza wraz ze wszystkimi podległymi pododdziałami. W jej miejsce utworzono dwie samodzielne jednostki: Grupę Manewrową Wojsk Ochrony Pogranicza i Samodzielny Oddział Zwiadowczy Wojsk Ochrony Pogranicza. W skład Samodzielnego Oddziału Zwiadowczego Wojsk Ochrony Pogranicza weszła Graniczna Placówka Kontrolna Kuźnica. W kwietniu 1957 na bazie 22 Brygady WOP, sformowano 22 Oddział Wojsk Ochrony Pogranicza w którego skład weszła graniczna placówka kontrolna. W  listopadzie 1959 nadano 22 Oddziałowi nazwę regionalną: 22 Białostocki Oddział Wojsk Ochrony Pogranicza .
1 lipca 1965 WOP podporządkowano Ministerstwu Obrony Narodowej, Dowództwo WOP przeformowano na Szefostwo WOP z podległością Głównemu Inspektoratowi Obrony Terytorialnej. Do Ministerstwa Spraw Wewnętrznych odeszła cała kontrola ruchu granicznego oraz ochrona GPK. Tym samym naruszono jednolity system ochrony granicy. 15 października 1965 GPK weszła w podporządkowanie Wydziału Kontroli Ruchu Granicznego Komendy wojewódzkiej Milicji Obywatelskiej i kontrolę graniczną wykonywali funkcjonariusze Milicji Obywatelskiej podlegli MSW.
W 1968 GPK została przeniesiona do Kuźnicy.
1 października 1971 WOP został podporządkowany pod względem operacyjnym, a od 1 stycznia 1972 pod względem gospodarczym MSW. Do WOP powrócił cały pion kontroli ruchu granicznego wraz z przejściami. Przywrócono jednolity system ochrony granicy państwowej.
Na mocy zarządzenia Ministra Spraw Wewnętrznych z 29 stycznia 1976 zniesiono 22 Białostocki Oddział, a w jego miejsce utworzono Podlasko-Mazurską Brygadę WOP i GPK Kuźnica weszła w jej struktury , tak funkcjonowała do 15 maja 1991.
Straż Graniczna:
15 maja 1991 po rozwiązaniu Wojsk Ochrony Pogranicza, 16 maja 1991 Graniczna Placówka Kontrolna Kuźnica weszła w podporządkowanie Podlaskiego Oddziału Straży Granicznej w Białymstoku i przyjęła nazwę Graniczna Placówka Kontrolna Straży Granicznej w Kuźnicy.
W ramach reorganizacji struktur Straży Granicznej związanej z przygotowaniem Polski do wstąpienia, do Unii Europejskiej i przystąpieniem do Traktatu z Schengen. Podczas restrukturyzacji wprowadzono kompleksową ochronę granicy już na najniższym szczeblu organizacyjnym tj. strażnica i graniczna placówka kontrolna. Wprowadzona całościowa ochrona granicy zniosła podział na graniczne jednostki organizacyjne ochraniające tylko tzw. „zieloną granicę” i prowadzące tylko kontrole ruchu granicznego. W wyniku tego 2 stycznia 2003 ochraniany przez strażnicę Straży Granicznej w Sokółce (Strażnica SG w Sokółce) odcinek granicy wraz z obsadą etatową, przejęła Graniczna Placówka Kontrolnej Straży Granicznej w Kuźnicy .
Jako Graniczna Placówka Kontrolna Straży Granicznej w Kuźnicy funkcjonowała do 23 sierpnia 2005 i 24 sierpnia 2005 Ustawą z 22 kwietnia 2005 O zmianie ustawy o Straży Granicznej... została przekształcona na Placówkę Straży Granicznej w Kuźnicy (PSG w Kuźnicy).

## Ochrona granicy
W 2002 po stronie białoruskiej na długości 157 km ochraniał granicę Grodzieński Oddział Wojsk Pogranicznych.

### Podległe przejścia graniczne
- Kuźnica Białostocka-Bruzgi (drogowe)
- Kuźnica Białostocka-Grodno (kolejowe)[17] .

## Wydarzenia
- 1994 – Funkcjonariusze GPK SG w Kuźnicy udaremnili wywóz 300 pojazdów na przejściu granicznym Kuźnica Białostocka-Bruzgi[19].
- 1996 – październik, w wyniku wspólnych działań prowadzonych przez Wydział do Walki z Zorganizowaną Przestępczością KWP oraz funkcjonariuszy Inspektoratu SG zostało zatrzymanych 9 funkcjonariuszy z GPK SG w Kuźnicy. Prawdopodobnie wszyscy zamieszani byli w ułatwianie przemytu kradzionych samochodów[19].

## Sąsiednie strażnice
- Strażnica SG w Nowym Dworze ⇔ Strażnica SG w Krynkach – 02.01.2003[17]
- Strażnica SG w Nowym Dworze ⇔ Strażnica SG w Szudziałowie – 03.10.2003[20].

## Dowódcy/komendanci granicznej placówki kontrolnej
- Zdzisław Powojewski (23.09.1959–07.09.1961)[10]
- mjr Zdzisław Powojewski (04.08.1962–31.10.1968)[10][21]
- mjr Feliks Massalski[21]
- mjr Preis[21]
- mjr/ppłk Edward Bednarczyk[21] (był 01.01.1991)[22]

Komendanci GPK SG:
- kpt. SG/ppłk SG Jerzy Karpienko (16.05.1991[23]–23.08.2005) – do przekształcenia[24].